# NSU Motorenwerke AG
NSU Motorenwerke AG, o NSU, fou un fabricant alemany d'automòbils, motocicletes i bicicletes fundat el 1873. El Grup Volkswagen adquirí l'empresa el 1969 i la va fusionar amb Auto Union per a crear Audi NSU Auto Union AG, consolidada finalment com a Audi. El nom NSU era una abreviatura de "Neckarsulm", la ciutat prop de Stuttgart, a Baden-Württemberg, on l'empresa tenia la seu.

## Història

### Els orígens

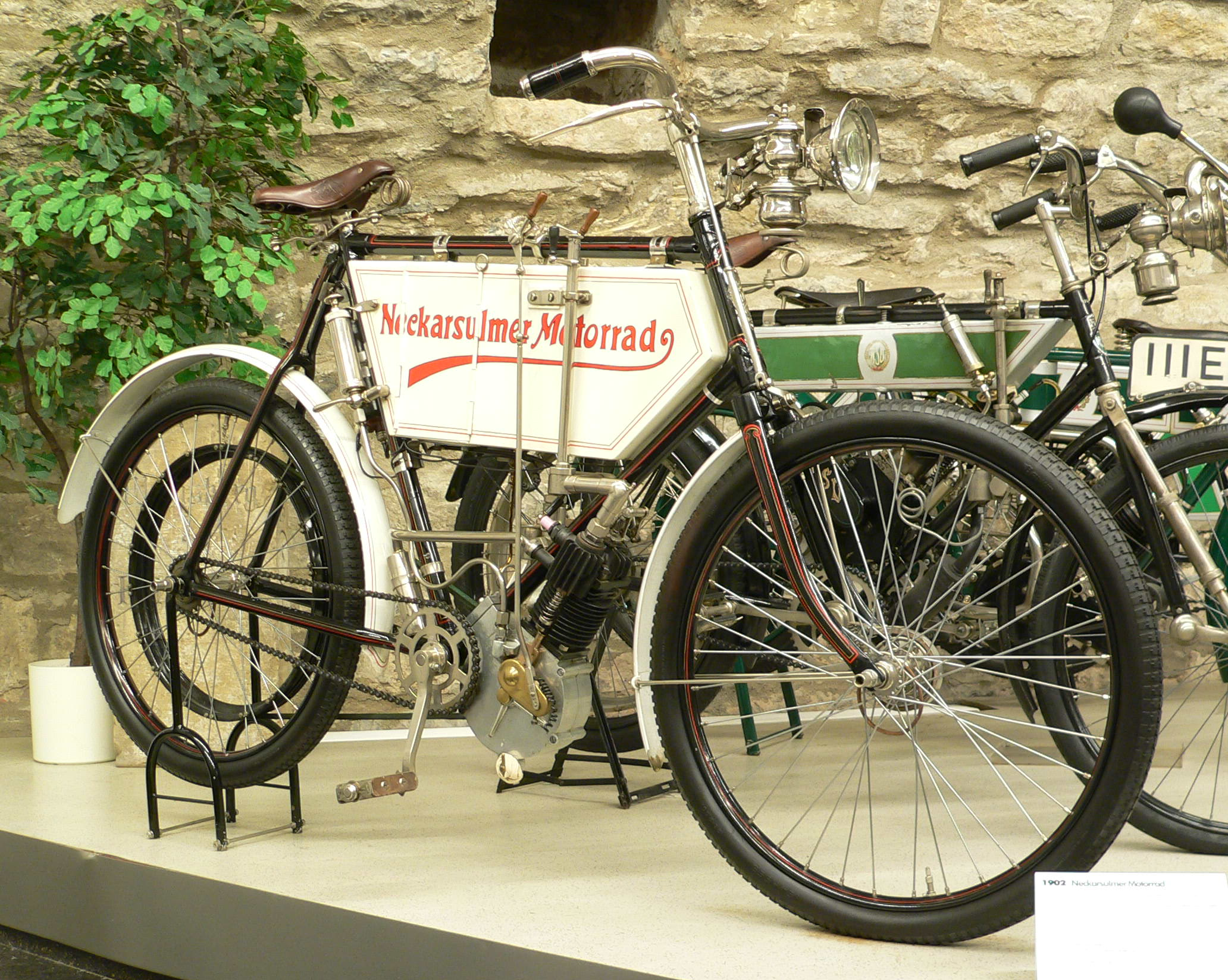
La "Neckarsulmer" 1 1/4 PS de 1902

NSU es va originar com a Mechanische Werkstätte zur Herstellung von Strickmaschinen, un fabricant de màquines de teixir fundat el 1873 per Christian Schmidt, empresari tècnicament astut, a la ciutat de Riedlingen, vora el Danubi. El 1880, el negoci es va traslladar a Neckarsulm -ciutat on conflueixen els rius Neckar i Sulm- i prengué el nom de Neckarsulm Union. Després d'un període de ràpid creixement, el 1886 la companyia va començar a produir bicicletes, la primera d'elles un velocípede de nom "Germania".
El 1892, la fabricació de bicicletes havia substituït completament la producció de màquines de teixir. En aquella època aparegué com a marca el nom NSU. La producció de bicicletes va continuar fins a començaments de la dècada del 1960.
La primera motocicleta NSU va aparèixer el 1901, seguida del primer cotxe NSU el 1905. Amb els anys, NSU va anar creant motocicletes de gran èxit, com ara la 501 T i la seva versió de luxe, la 501 L, produïdes entre 1927 i 1929.
El 1932, pressionada pel seu banc -el Dresdner Bank-, NSU va assumir el fracàs del seu intent d'iniciar la producció en sèrie d'automòbils i en va vendre la seva fàbrica, construïda feia poc a Heilbronn, a la italiana Fiat. Fiat va fer servir la fàbrica per a muntar-hi els seus propis models per al mercat alemany. A partir del 1957, els cotxes NSU-Fiat van adoptar la marca Neckar.
El 1938, NSU comptava amb 3.500 treballadors que produïen unes 136.000 bicicletes i 63.000 motocicletes a l'any. Durant la Segona Guerra Mundial, la firma va produir la NSU HK101 (coneguda com a Kettenkrad), una motocicleta semieruga que duia el motor de l'Opel Olympia, i la motocicleta OSL 251 per a la Wehrmacht.

### Postguerra
El desembre de 1946, la revista Das Auto va informar que la companyia havia reprès la fabricació de bicicletes i motocicletes a Neckarsulm. Per a Alemanya, aquest era moment de nous començaments i el juliol de 1946 havia estat nomenada una nova junta directiva encapçalada pel director general Walter Egon Niegtsch, qui havia passat 17 anys a Opel durant la seva carrera professional.
La producció de motocicletes NSU es va reiniciar, en una planta completament destruïda, amb dissenys de preguerra com eren els models Quick, OSL i Konsul; a més, l'HK101 va continuar essent venut per NSU com a vehicle tot terreny en versió civil. El primer model de motocicleta de postguerra va ser la NSU Fox de 1949, disponible en versions de motor de dos i quatre temps. El 1953 va aparèixer la NSU Max, una moto de 250 cc amb una unitat de lleva superior única impulsada per varetes recíproques. Tots aquests nous models tenien un innovador bastidor monocasc d'acer premsat i una unitat central de suspensió posterior. Albert Roder, l'enginyer en cap responsable de la història d'èxits de NSU, va fer possible que el 1955 la firma esdevingués la major productora de motocicletes del món.
Durant la dècada del 1950, NSU fou un dels principals fabricants de motocicletes de competició i aconseguí diversos mundials de velocitat: el seu pilot oficial Werner Haas en guanyà dos de 250cc i un de 125cc entre el 1953 i el 1955. Rupert Hollaus guanyà el de 125cc el 1954 i Hermann Paul Müller el de 250cc el 1955. NSU té quatre rècords mundials de velocitat: 1951, 1953, 1954 i 1955. El mes d'agost de 1956, a Bonneville Salt Flats, Utah, Wilhelm Herz esdevingué el primer a conduir una moto a més de 322 km/h. També en el motociclisme fora d'asfalt, la firma alemanya aconseguí nombrosos èxits, especialment en enduro. Amb la GeländeMax, derivada de la Max, Erwin Schmider va guanyar 10 campionats d'Alemanya d'enduro consecutius (1958-1967). En motocròs, NSU aconseguí bons resultats durant les primeres edicions del Campionat d'Europa de 250cc.
El 1957, NSU va tornar a entrar al mercat de l'automòbil amb el nou Prinz ("Príncep"), un cotxe petit amb doble motor de NSU Max, un de bicilíndric refrigerat per aire de 600 cc i 20 CV.

### La dècada del 1960
La fabricació de motocicletes va continuar fins a mitjan dècada del 1960 (la darrera motocicleta produïda per NSU a Alemanya fou el ciclomotor Quick 50). La producció de motocicletes NSU encara va continuar durant uns anys més a l'antiga Iugoslàvia, on l'empresa Preduzeće Tito Sarajevo de Vogošća, prop de Sarajevo, les fabricava sota llicència i comercialitzava com a "NSU Pretis", activitat que va durar fins al 1967.

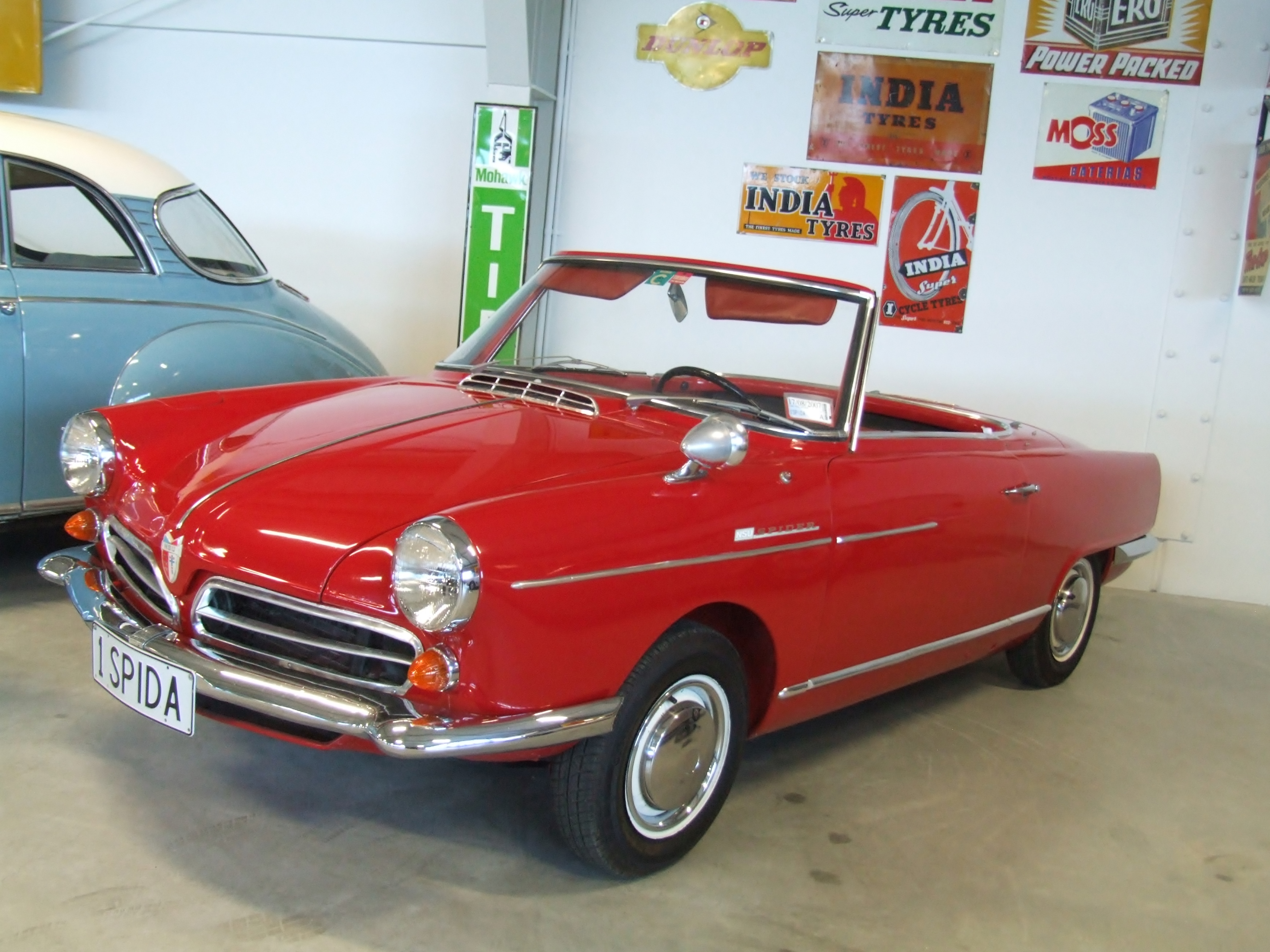
NSU Spider dels volts de 1964

El 1964, NSU va llançar el primer automobil amb motor Wankel del món: el Wankelspider. Durant el desenvolupament del projecte, NSU va construir l'Sport Prinz, amb un doble rotor de 995 cc de 129 CV. El mateix any van aparèixer el Prinz 1000 i derivats com ara el TT i el TT/S. El 1965 es va llançar el Typ 110 (més tard anomenat 1200SC), un automòbil familiar de disseny més espaiós. Els darrers models d'automòbil NSU amb motor convencional de quatre temps tenien en comú el motor OHC de quatre cilindres refrigerat per aire. El cotxe es va comercialitzar al Regne Unit com a "NSU TYP 110" i Karobes, un important proveïdor d'accessoris per a automòbils, va proporcionar un reposacaps especialment pensat per a aquest model: «Un de nou que es pot muntar sense cargol i es pot ajustar cap endavant i cap endarrere».
També el 1964, NSU es va associar amb Citroën per a desenvolupar el motor Wankel per mitjà de la filial Comotor, cosa que va donar lloc a l'avortat projecte de producció del Citroën GS Birotor de 1973.
El 1967 es va presentar al públic l'NSU Ro 80 de quatre portes, amb una versió de 115 CV del mateix doble rotor. Amb un pes de 1.200 kg, tenia un {\displaystyle \scriptstyle C_{\mathrm {d} }\,} de 0,36, frens de disc, suspensió independent i tracció anterior amb transmissió Sachs Saxomatic de tres velocitats. Aviat va guanyar diversos premis de disseny com ara el del "cotxe de l'any 1967", mentre que als conductors els agradava el seu rendiment. Pràcticament tots els principals fabricants de motors del món van comprar llicències de NSU per a desenvolupar i produir el motor rotatiu, amb la notable excepció de BMW.
Tot i la seva gran acollida, les vendes del Ro 80 van ser decebedores. La transmissió va generar queixes i el motor patia nombroses avaries fins i tot amb un quilometratge baix. Els fabricants d'automòbils de la competència, tret de Mazda, es van abstenir de prendre la iniciativa en el desenvolupament i màrqueting de la tecnologia Wankel i els ingressos previstos associats a aquests acords de regalies no es van materialitzar.

### Dins el Grup Volkswagen

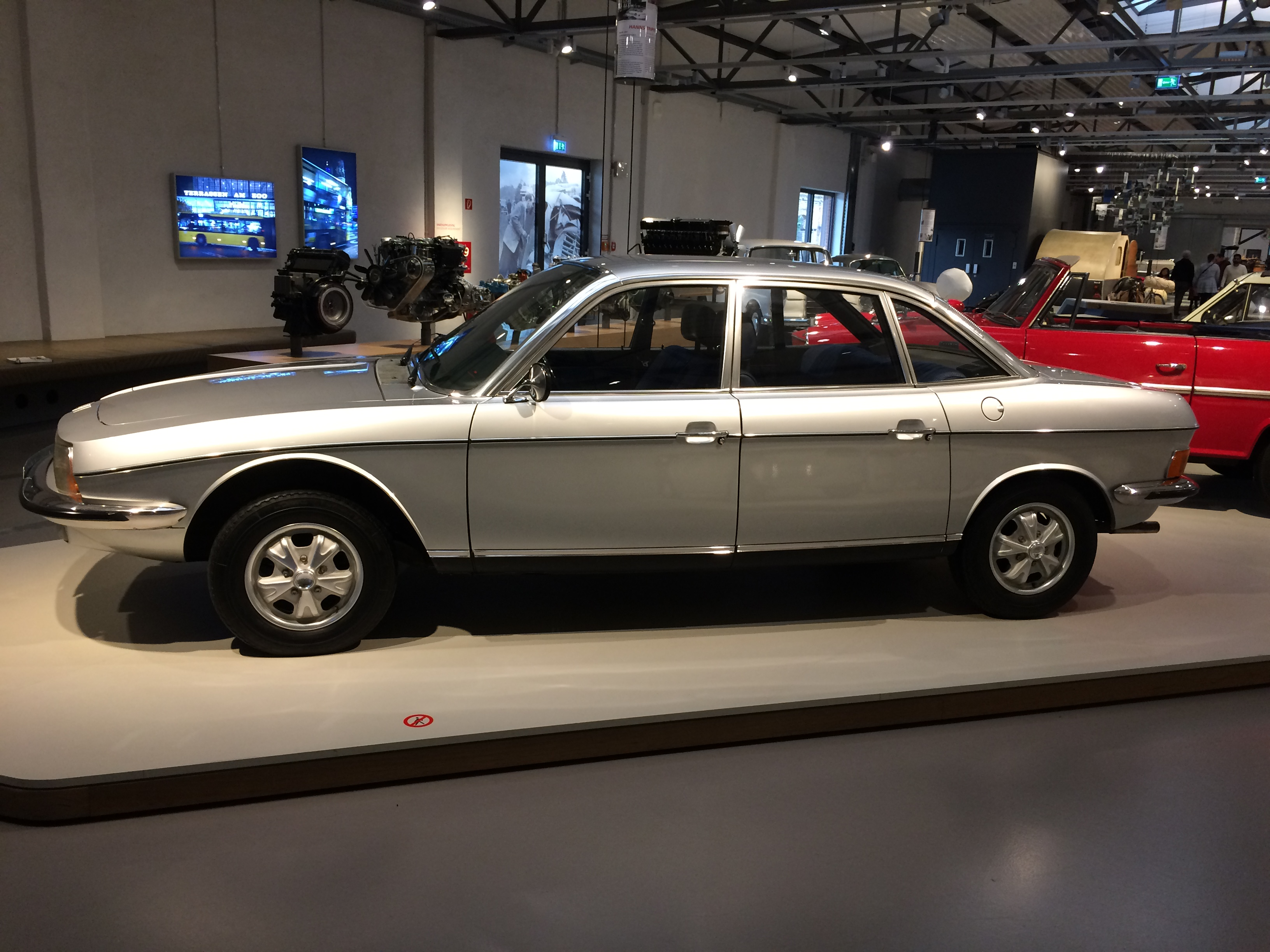
NSU Ro 80 de 1971

El desenvolupament del motor rotatiu va ser molt costós per a una empresa petita com era NSU. Els problemes amb els segells de l'àpex del rotor del motor van danyar significativament la reputació de la marca entre els consumidors. El 1969, la companyia va ser adquirida per Volkswagenwerk AG, la qual la va fusionar amb Auto Union, propietària de la marca Audi que Volkswagen havia adquirit cinc anys abans. La nova empresa es va anomenar Audi NSU Auto Union AG i representà el final efectiu de la marca NSU, ja que tota la producció posterior va portar ja el distintiu Audi (tot i que conservant els quatre cercles entrellaçats d'Auto Union). La direcció de la nova empresa combinada es va establir inicialment a la planta de Neckarsulm, però quan el 1973 es van retirar els petits models NSU amb motor posterior (Prinz 4, 1000, 1200), el Ro 80 va ser el darrer automòbil a portar encara distintiu de marca NSU. Audi no va tornar a fer ús de la marca NSU després d'abril de 1977, quan es va vendre l'últim Ro 80. El 1985, el nom de la companyia es va escurçar a Audi AG i la direcció es va traslladar de nou a la seu d'Audi a Ingolstadt.
A començaments de la dècada del 1970, NSU va fabricar un petit motor de cigonyal vertical per a utilitzar-lo com a unitat de potència de màquines tallagespa.
Tot i que la producció del Ro 80 continuà a la planta de Neckarsulm, s'hi va iniciar també la producció de models Audi més grans com ara el 100 i el 200. El Porsche 924 i el posterior Porsche 944 també es van muntar a Neckarsulm. Aquests models eren projectes d'una aliança d'empreses de Porsche i VW, però Porsche no tenia la capacitat interna per a construir el 924 i el 944. Actualment, Neckarsulm és la planta de producció de vehicles de la línia superior d'Audi com ara els A6, A8 i R8. També és la seu de l'"Aluminium- und Leichtbauzentrum", on es dissenyen i es fabriquen les carrosseries espacials fabricades amb alumini d'Audi.

### El motor Wankel

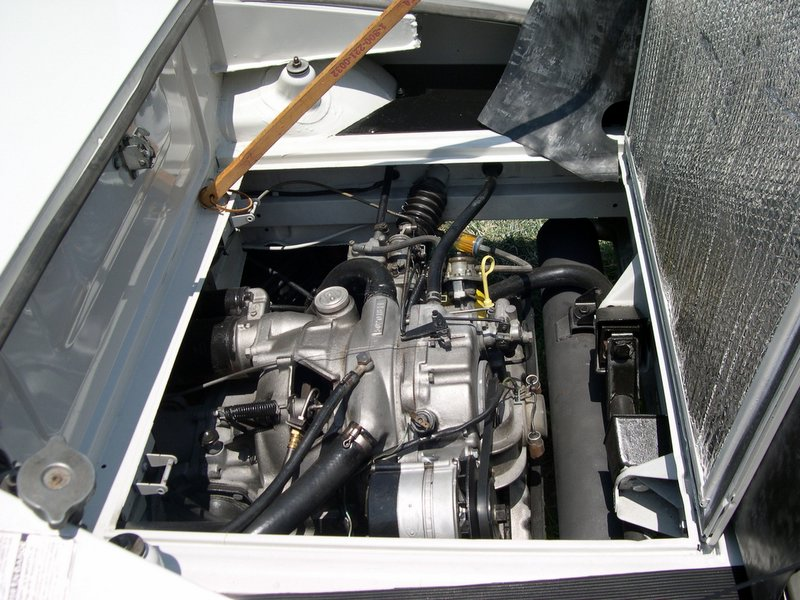
Motor Wankel d'un NSU Spider

NSU és recordat especialment com al primer titular de la llicència i una de les quatre companyies d'automòbils a produir vehicles amb motors Wankel rotatius. NSU va inventar el principi del modern motor Wankel amb un rotor interior. Després del Mazda Cosmo, l'NSU Ro 80 va ser el segon vehicle de producció en sèrie propulsat per un motor Wankel de dos rotors. El 1967, NSU i Citroën van crear una empresa comuna, Comotor, per a produir motors per a Citroën i altres fabricants de vehicles. Norton fabricà motocicletes amb motors Wankel. AvtoVaz (Lada) va fabricar a començaments de la dècada del 1980 automòbils propulsats per motors Wankel amb rotació doble i simple. Només Mazda ha continuat desenvolupant el motor Wankel i ha fabricat diversos automòbils més amb aquesta mena de motor.
NSU, però, va desenvolupar el seu darrer cotxe amb un disseny clarament convencional (motor anterior de tracció anterior refrigerat per aigua): fou el NSU K70, un model que va adoptar Volkswagen com al seu primer cotxe amb motor frontal refrigerat per aigua, el VW K70. Els primers Volkswagen Golf duien el motor NSU K70, gairebé idèntic a l'original. Els models posteriors de VW ja no compartien cap llinatge amb els de NSU, ja que descendien dels dissenys d'Auto-Union.

### Museu NSU
El museu anomenat Deutsches Zweirad- und NSU-Museum de Neckarsulm té una gran varietat de productes de la històrica marca en exposició.

## Motocicletes
La primera motocicleta de la firma, la "Neckarsulmer Motorrad", produïda el 1901, duia un motor suís Zedel monocilíndric d'1 3/4 CV amb vàlvula d'entrada automàtica i encesa per bateria/bobina fixat a la part inferior d'un marc de bicicleta resistent (fet per NSU), amb el càrter lleugerament per sota i davant dels pedals. L'empresa va fer córrer motocicletes preparades per a competició en curses arreu d'Europa i els Estats Units ja des del 1905. El 1907, el director britànic de NSU i pilot de proves Martin Geiger va pilotar una moto de la marca a la primera eidicó del TT de l'illa de Man i hi acabà cinquè. Més tard, durant la dècada del 1950, NSU arribaria a obtenir diversos èxits a les curses TT de l'Illa de Man. El 1908, una NSU bicilíndrica en V va participar en les curses de rècords de velocitat a la platja Ormond-Daytona (Florida) per a cotxes i motos pilotada per Eugene Gaestral, qui hi va tornar amb una moto millorada l'any següent.
Durant la dècada del 1930 i a mitjans de la del 1950, NSU va ser el major productor de motocicletes del món; en el seu any de màxima activitat (1955), en va produir 350.000 unitats. El 1956, NSU va portar un equip de sis motocicletes de diferents cilindrades a Bonneville, Utah, per a establir els rècords mundials de velocitat terrestre. Tots els prototipus van tenir èxit a les seves categories i en va destacar el rècord absolut de velocitat de motocicleta a 211 mph (322 km/h) aconseguit per Wilhelm Herz amb la Delphin III, una motocicleta completament aerodinàmica equipada amb un motor de Rennsport bicilíndric DOHC de 500 cc sobrealimentat. Aquest prototip encara es pot veure a l'Audi Museum de Stuttgart (algun cop, però, s'ha exposat temporalment al Technikmuseum d'Espira).
L'NSU Quickly va ser el ciclomotor més popular del seu temps. Es va produir entre 1953 i 1966 amb una xifra total d'un milió d'exemplars i encara se'n poden trobar actualment en funcionament a tot el món, ja que se'n van exportar més del 60% dels fabricats.

### Galeria de models

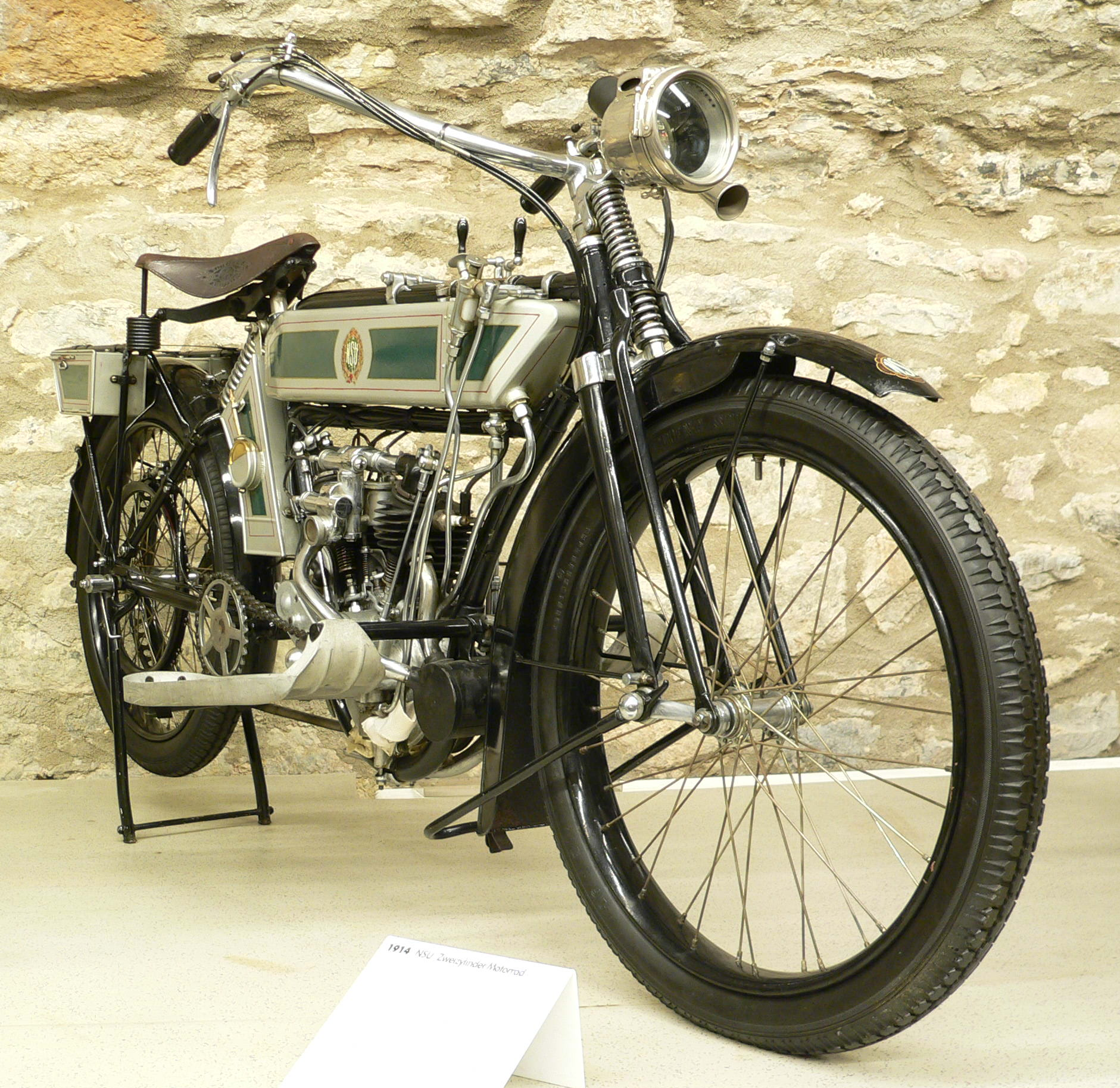
NSU 3,5 PS de 1914
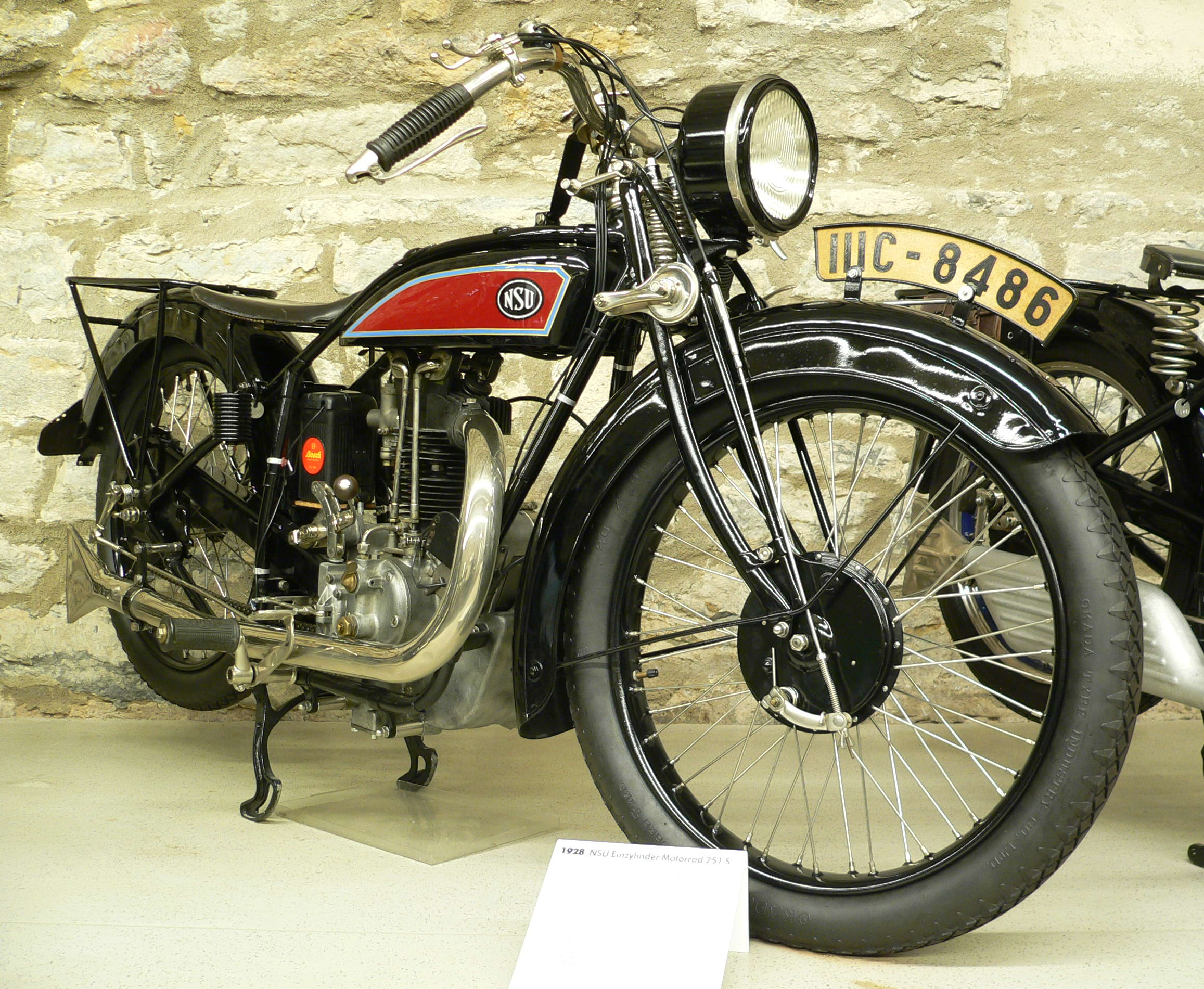
NSU 251 S de 1928
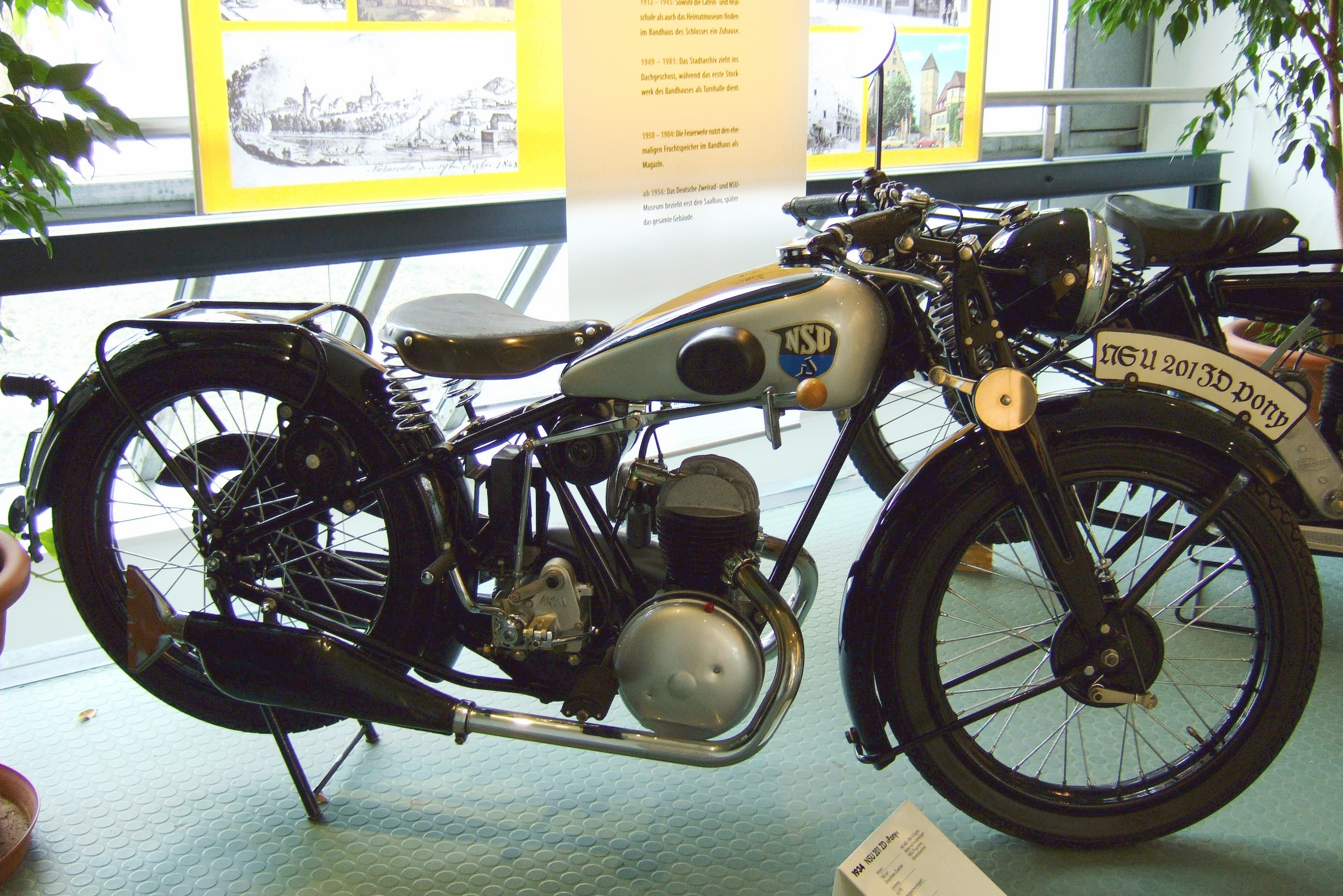
NSU D 201 ZD Pony de 1934
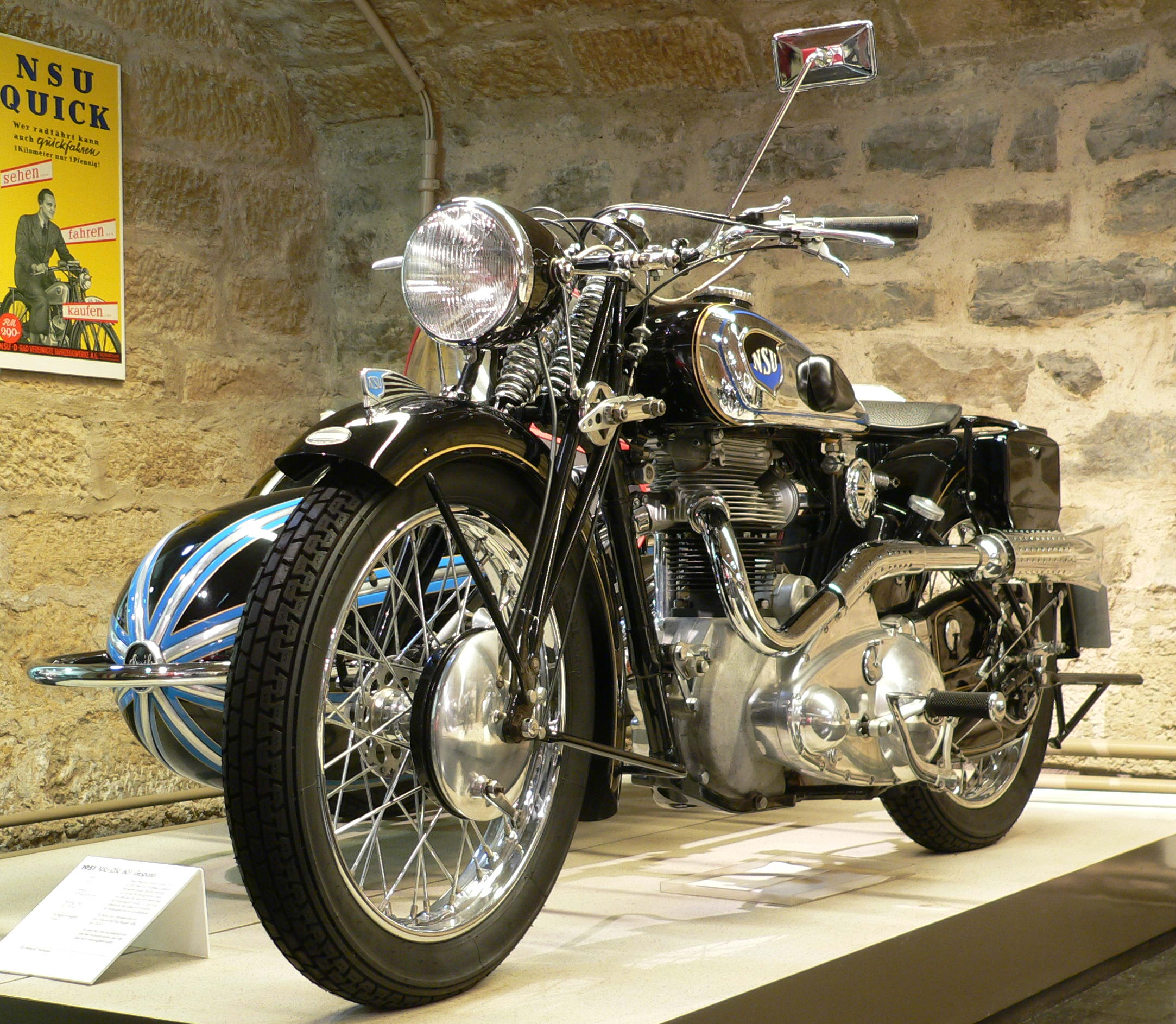
NSU 601 OSL amb sidecar de 1951

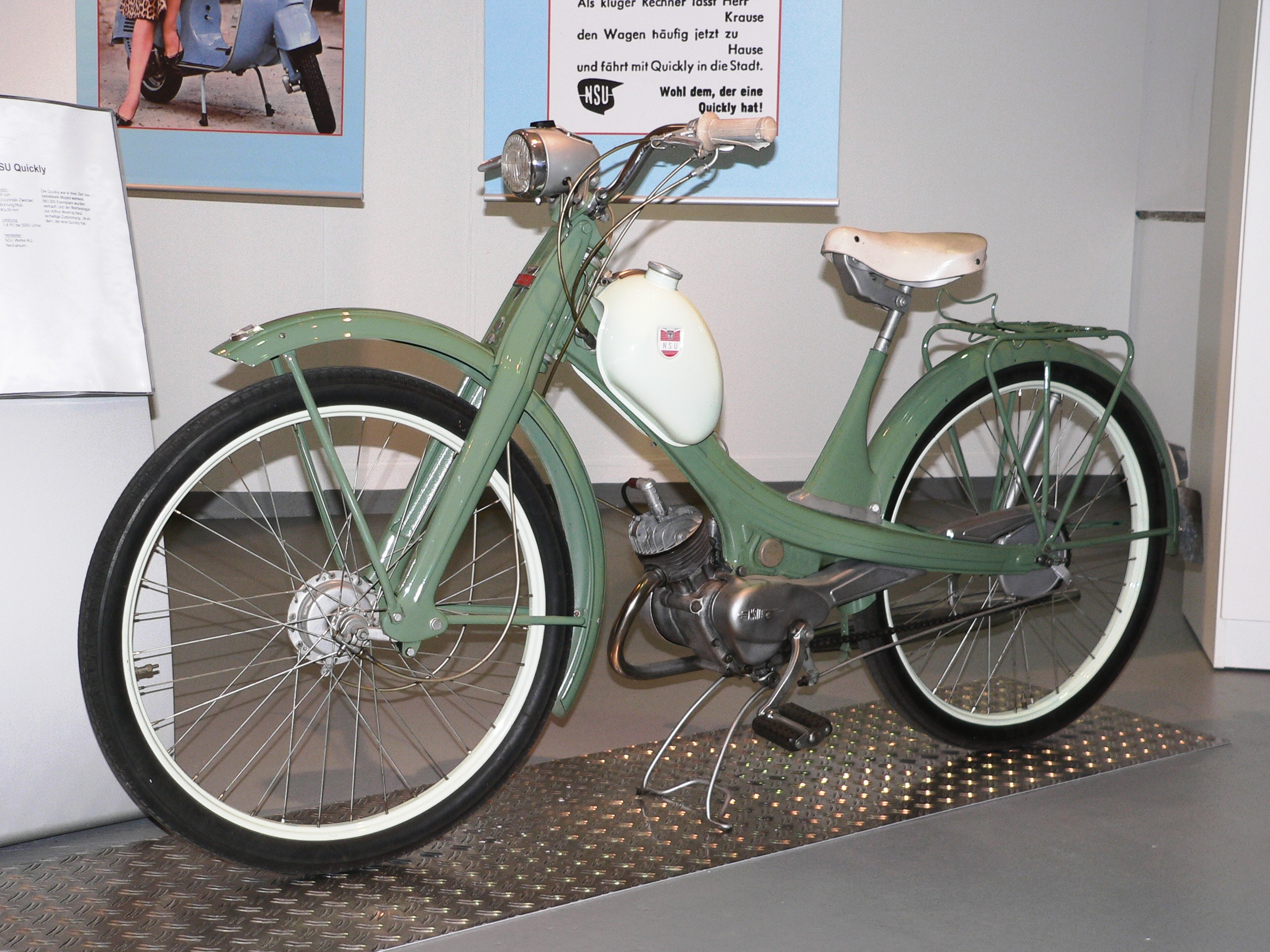
NSU Quickly 50 de 1953
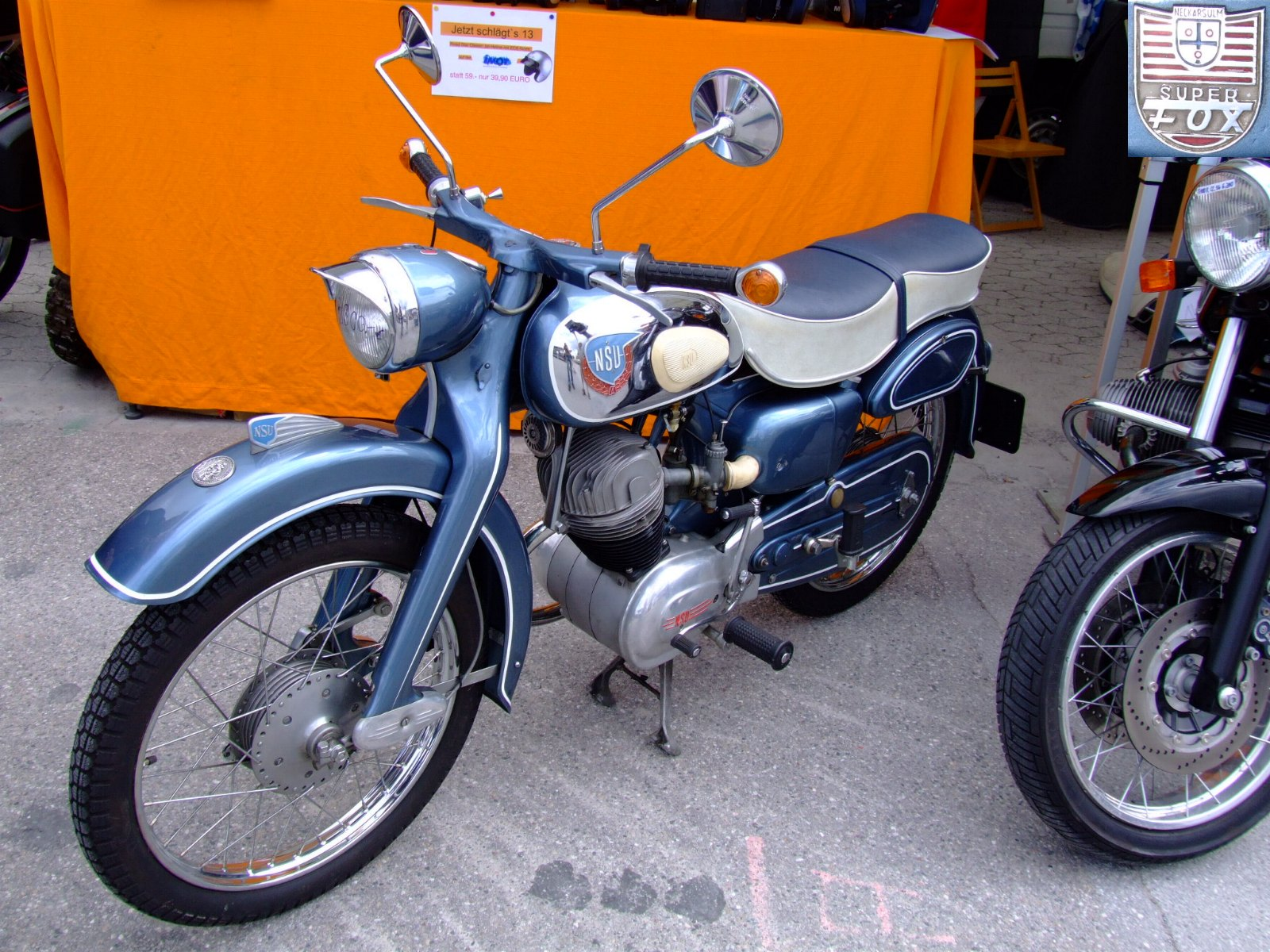
NSU SuperFox dels volts de 1955
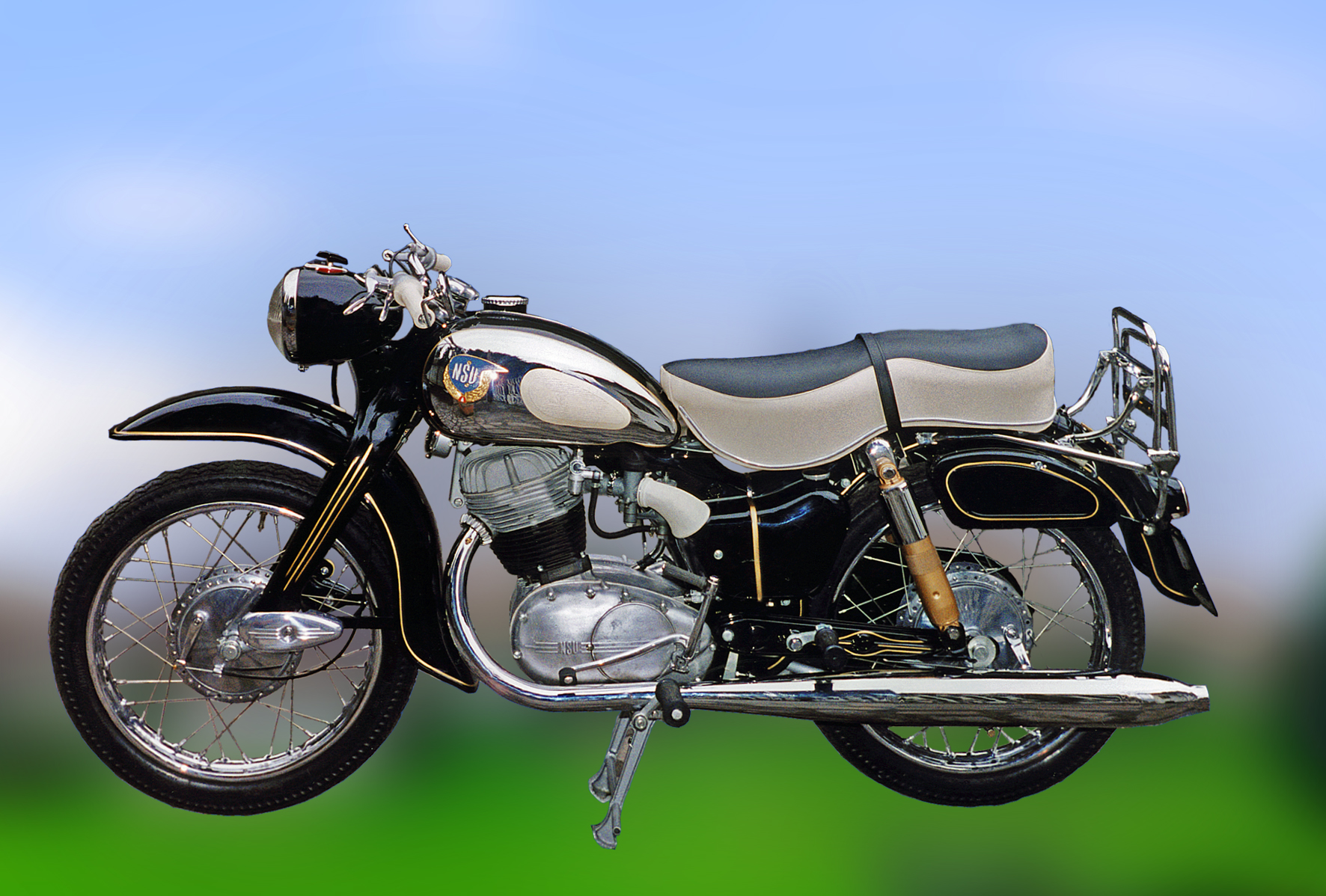
NSU 250 Supermax de 1959

### Competició

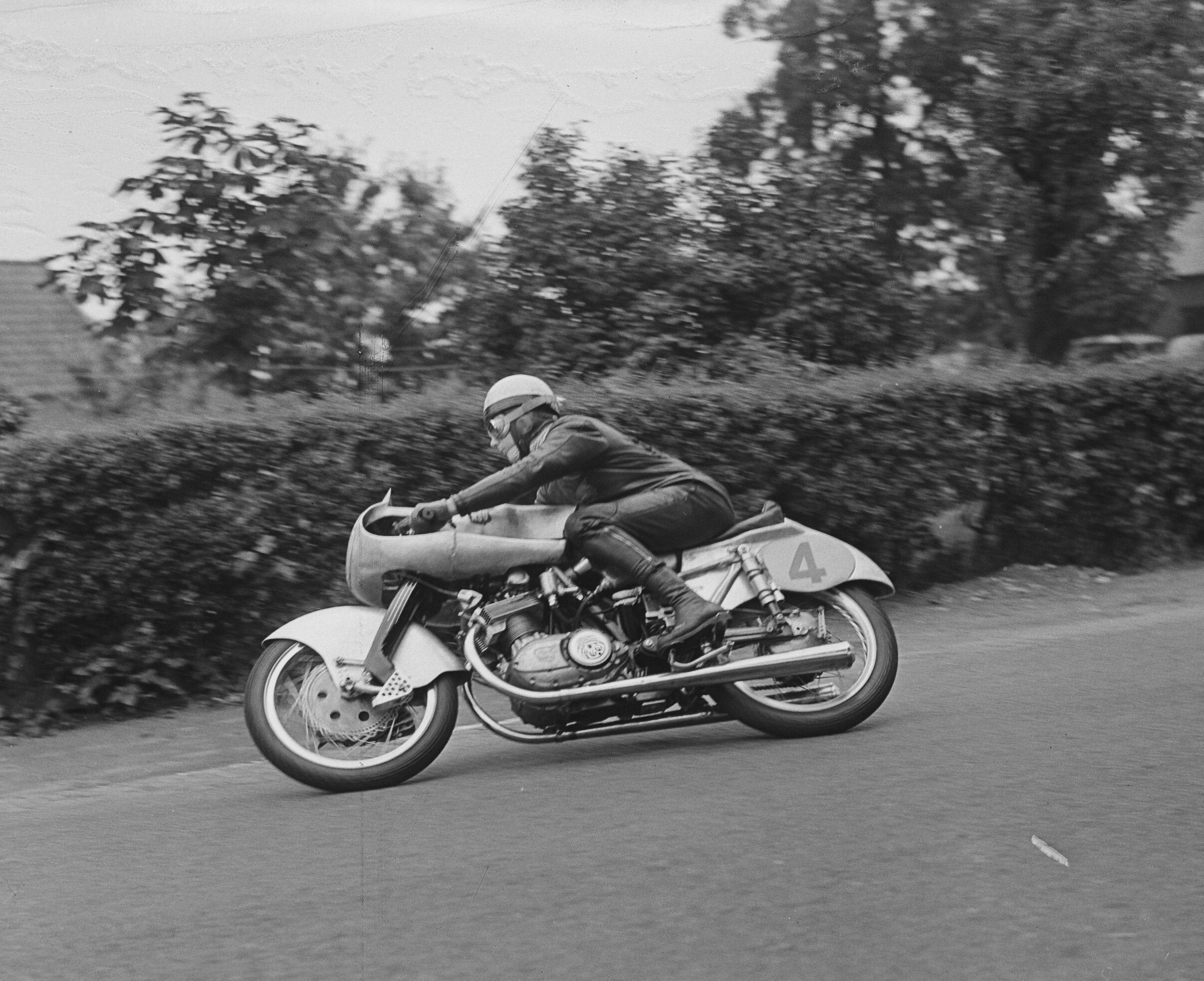
Werner Haas amb la NSU 250 al de 1953

A banda dels campions del món amb NSU ja esmentats (Werner Haas, Rupert Hollaus i Hermann Paul Müller), nombrosos pilots de velocitat de nivell pilotaren motos de la marca alemanya en algun moment o altre de la seva carrera. El 1955, John Surtees disputà el mundial de 250cc amb la NSU i hi guanyà l'únic dels dos Grans Premis en què va participar, el GP de l'Ulster. Mike Hailwood va competir el 1958 amb Ducati, NSU, MV Agusta, Norton, Triumph i Paton i acabà quart al mundial de 250cc amb la NSU.
Altres pilots de les NSU de Gran Premi varen ser Hans Baltisberger, Florian Camathias, Louis Meznarie, Rudi Thalhammer, Georg Braun, Helmut Hallmeier, Geoff Duke, Bill Lomas, Reg Armstrong, Umberto Masetti, Sammy Miller, Tommy Robb, Dan Shorey, Bob Brown, Arthur Wheeler i Horst Kassner.
NSU ostenta els següents rècords internacionals de velocitat i consum:
- 1951: Wilhelm Herz (2 cilindres, 500 cc, sobrealimentada): Velocitat punta de 290 km/h
- 1954: Gustav Adolf Baumm (49 cc, 3,4 CV): Velocitat punta de 127 km/h (el 1955, però, arribà als 151 km/h)
- 1954: Gustav Adolf Baumm (98 cc, 7,2 CV): Velocitat punta de 178 km/h
- 1955: Gustav Adolf Baumm (125 cc, 18 CV): Velocitat punta de 218 km/h
- 1956: Gustav Adolf Baumm, Rècord de consum: 1,13 l/100 km a una velocitat mitjana de 100 km/h

Motocicletes NSU de velocitat
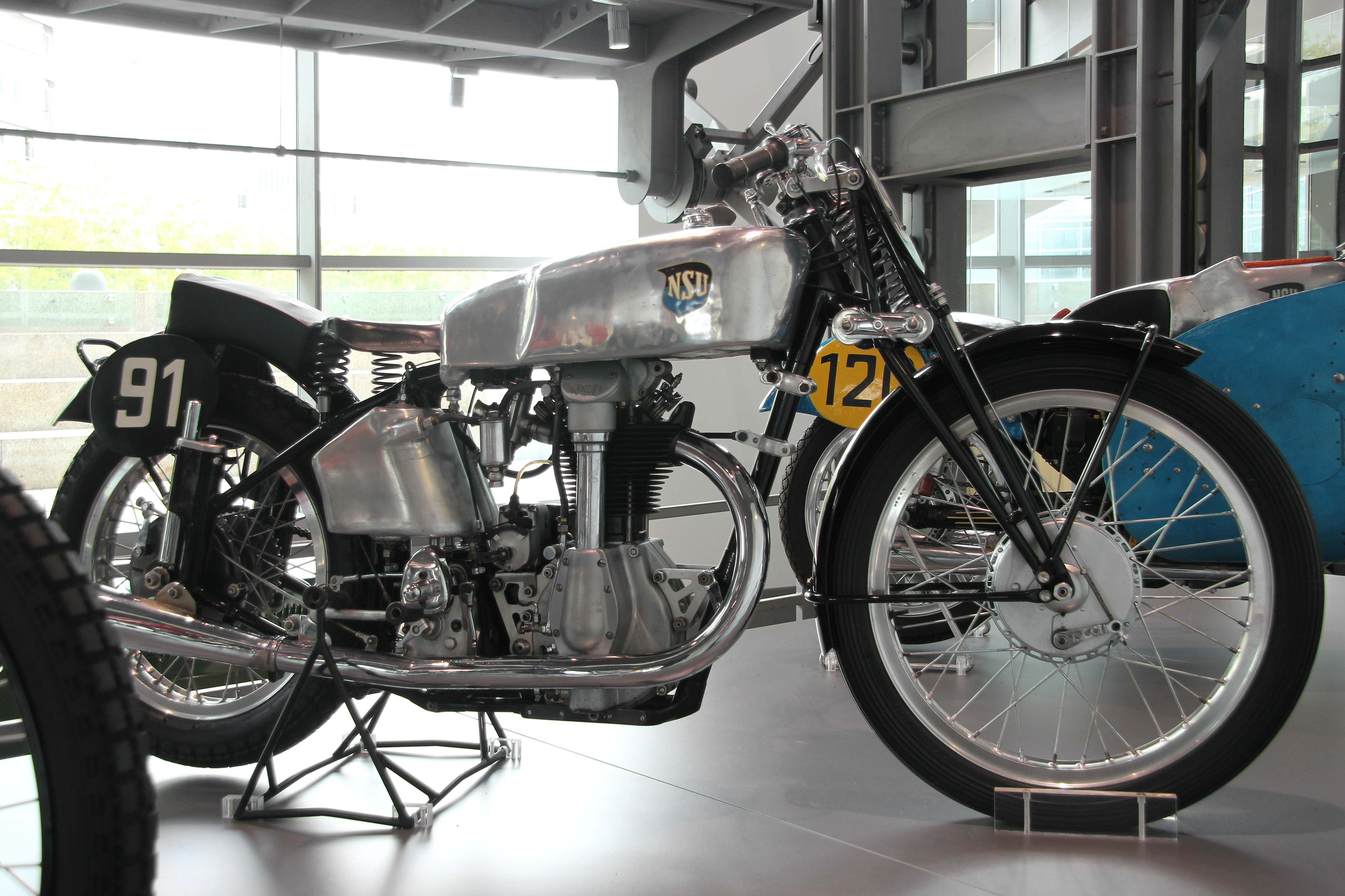
NSU 500 SS de 1931
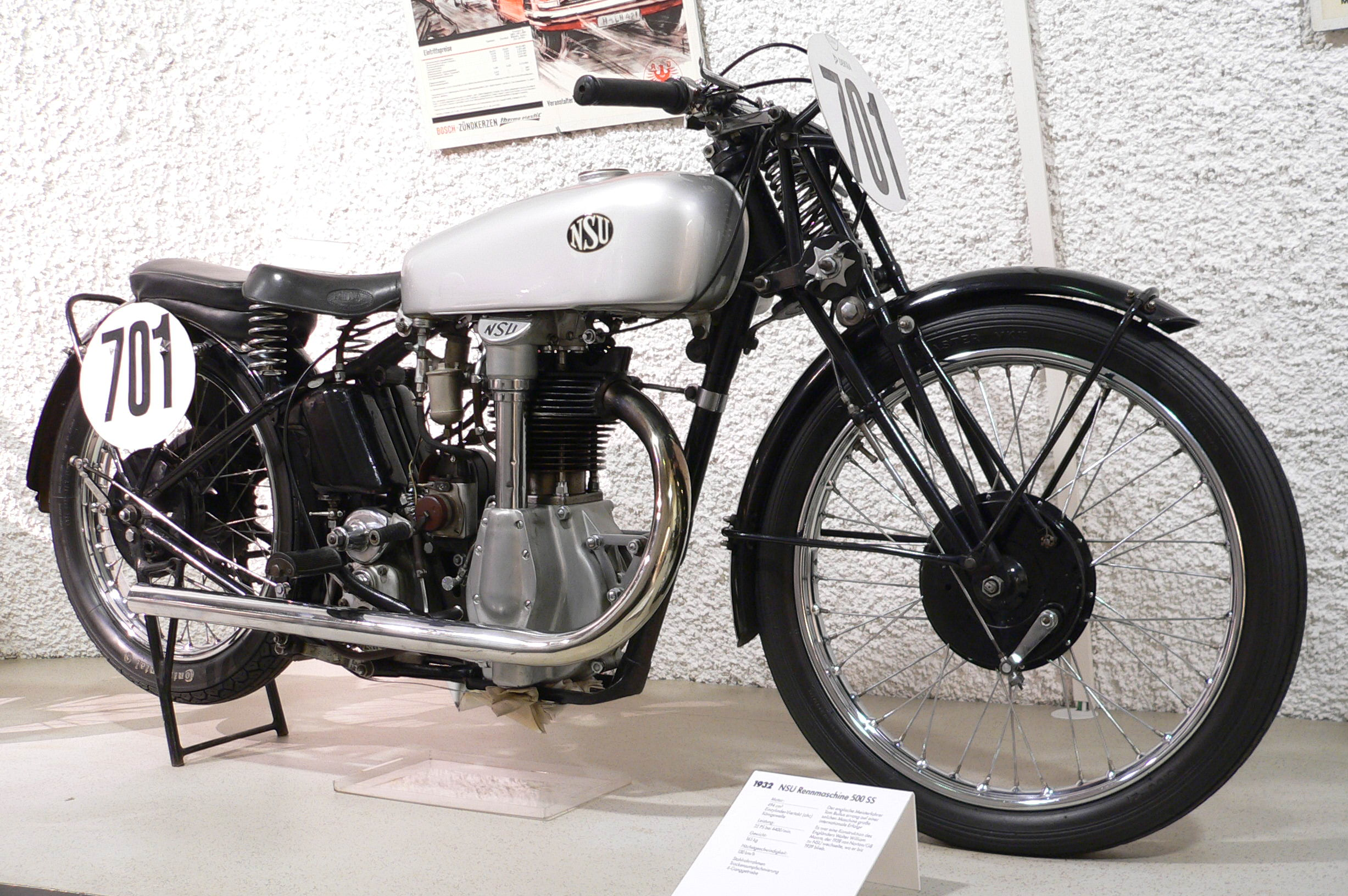
NSU 500 SS de 1932
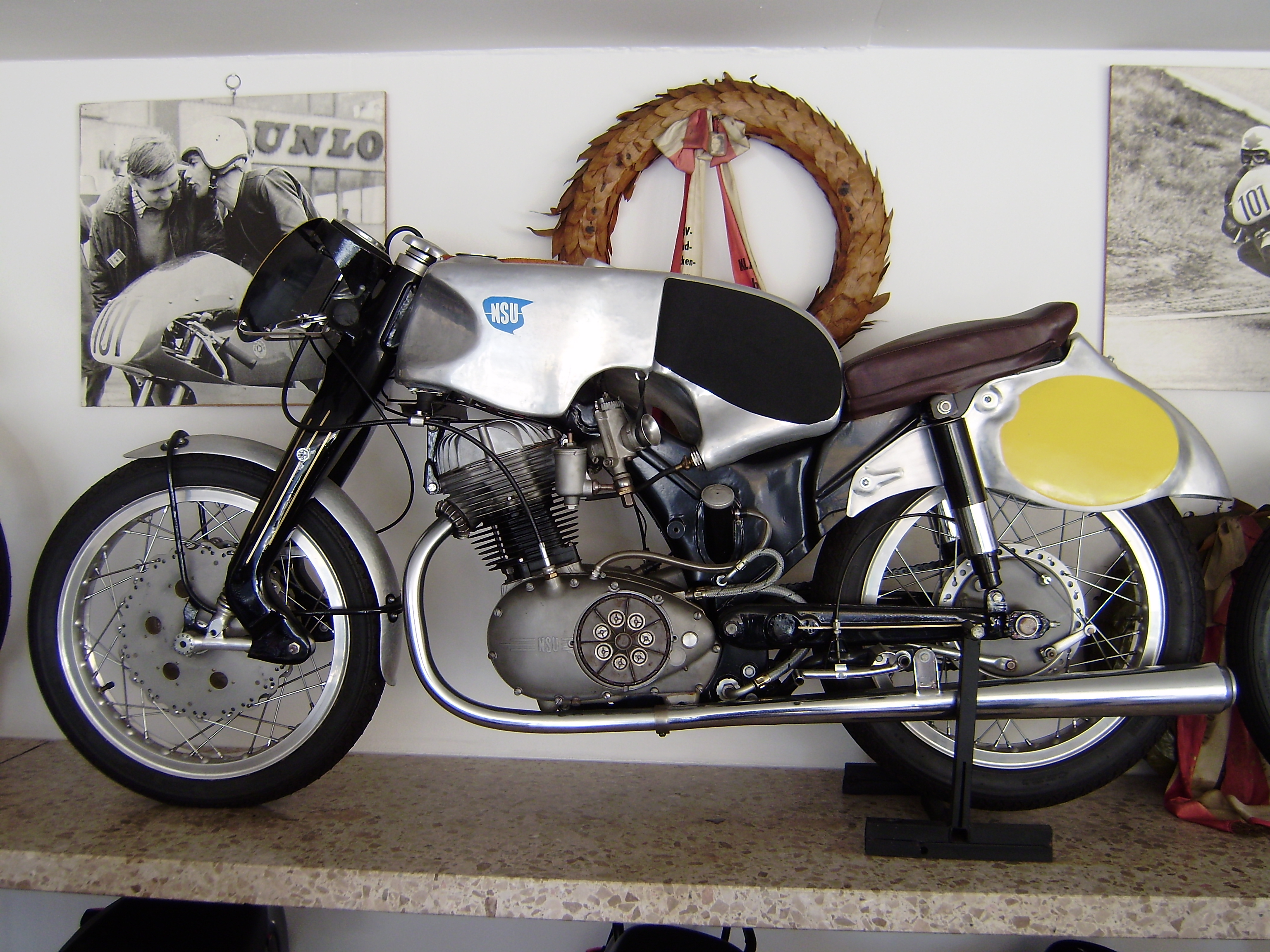
NSU Sportmax de 1953
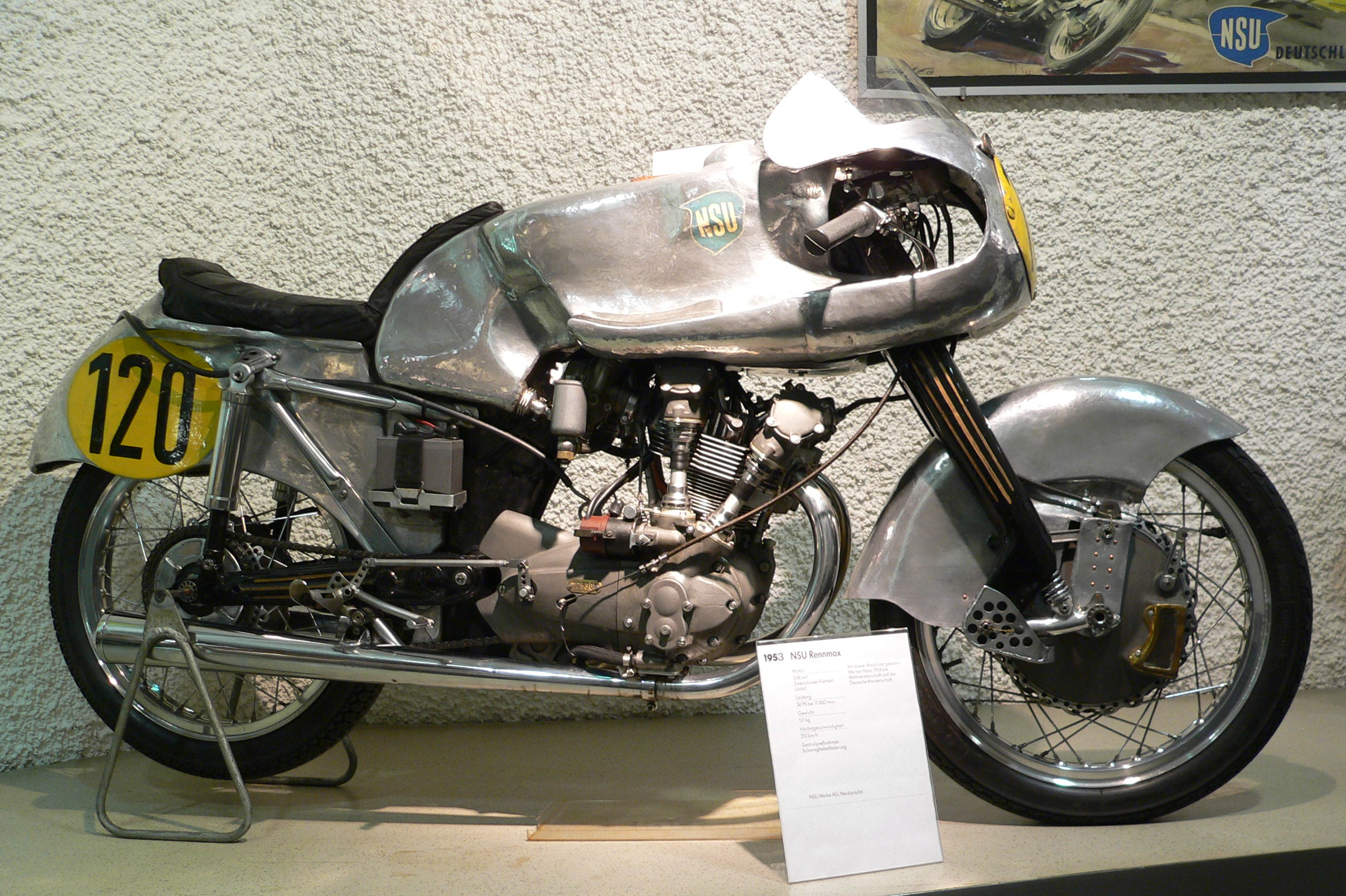
NSU Rennmax de 1953

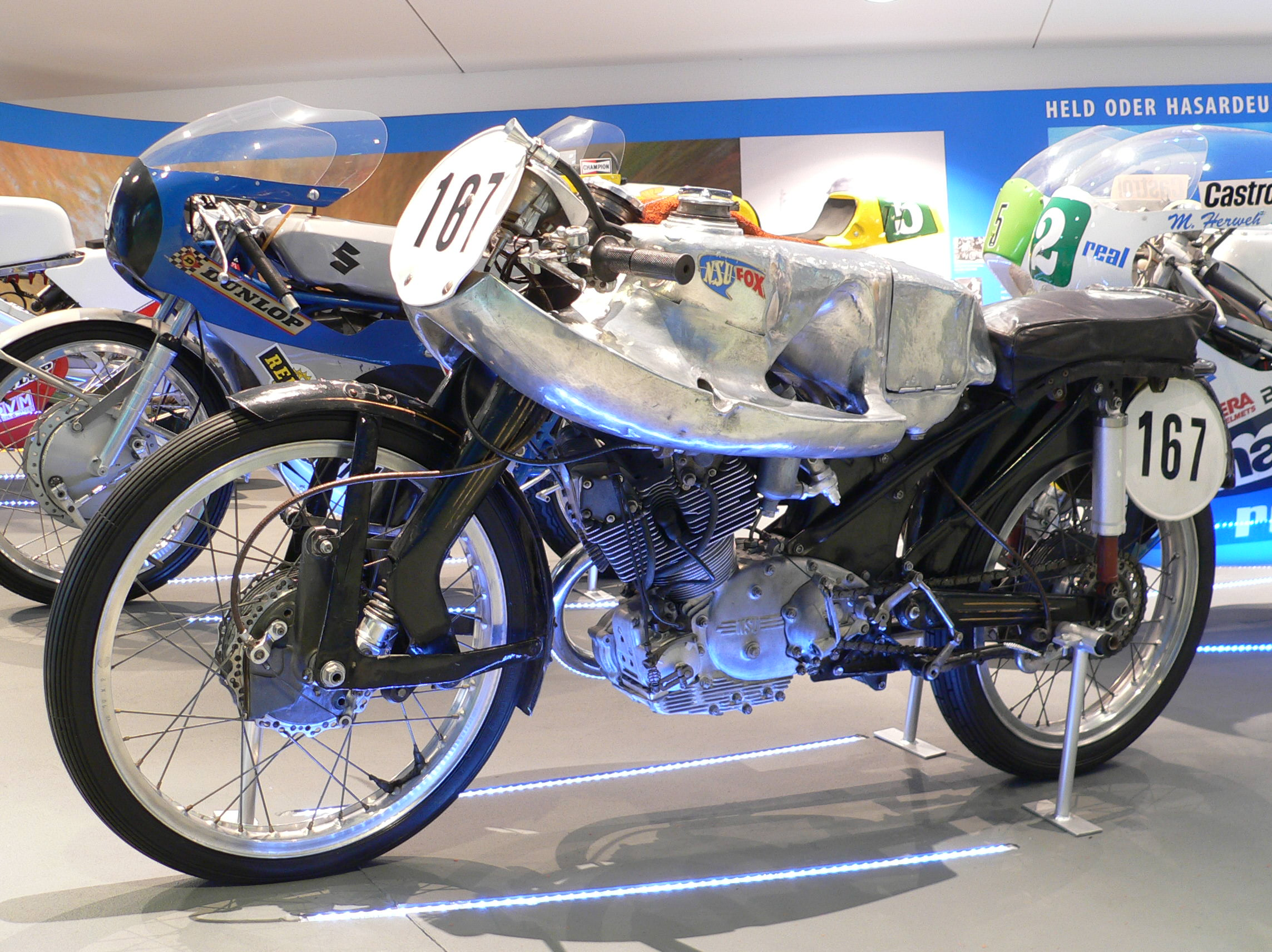
NSU Rennfox R11 de 1953
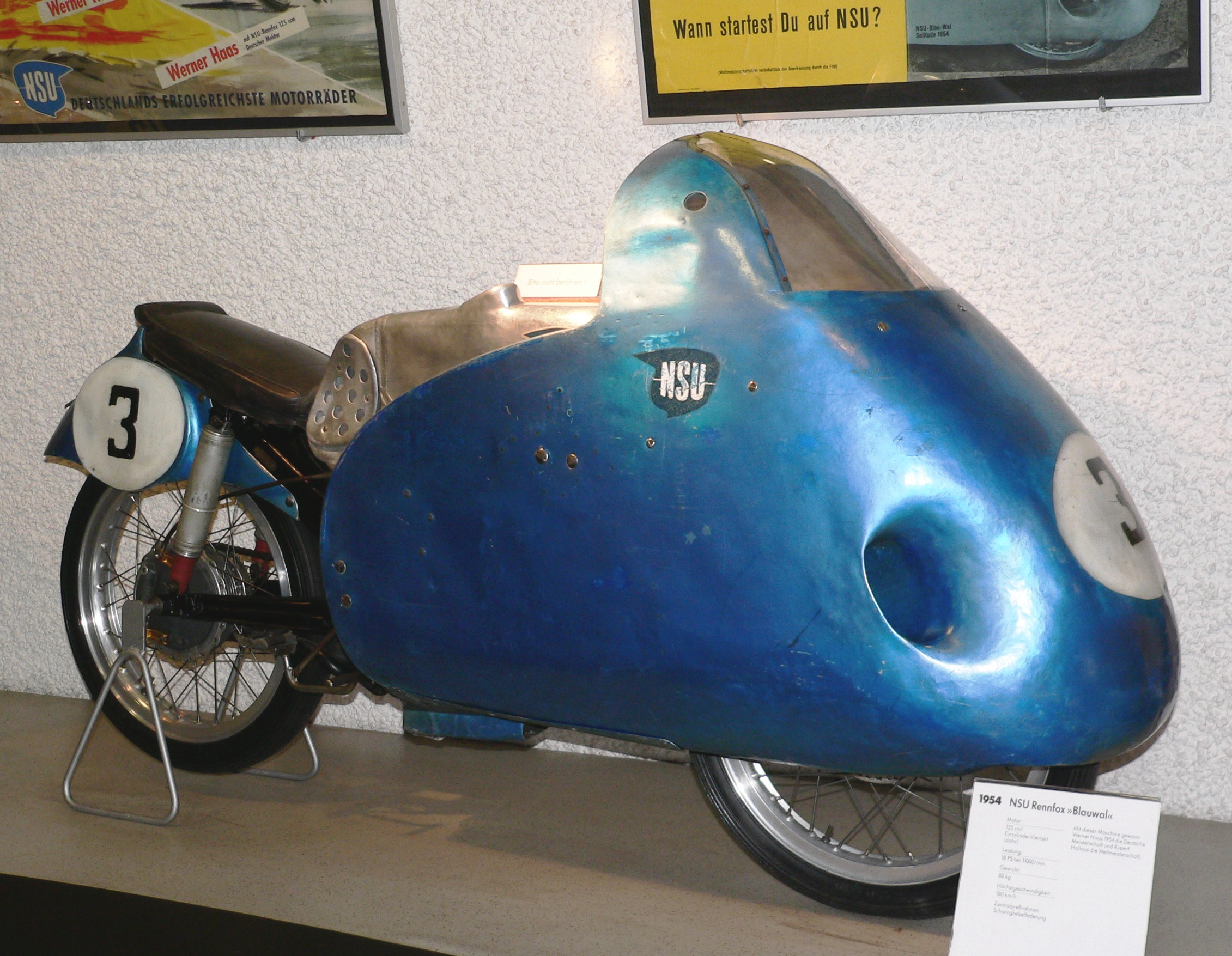
NSU Rennfox "Blauwal" de 1954
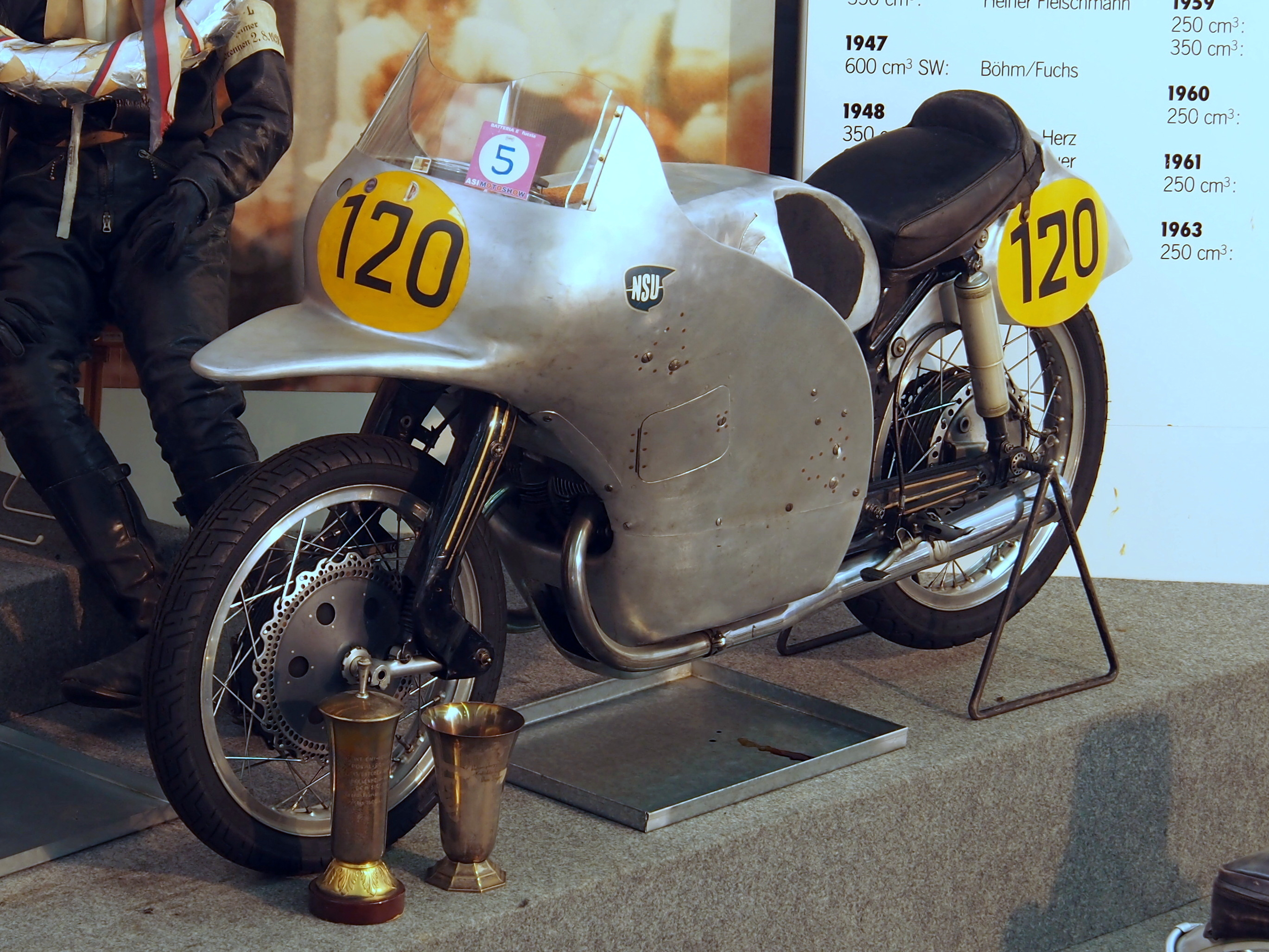
NSU Rennmax de 1954
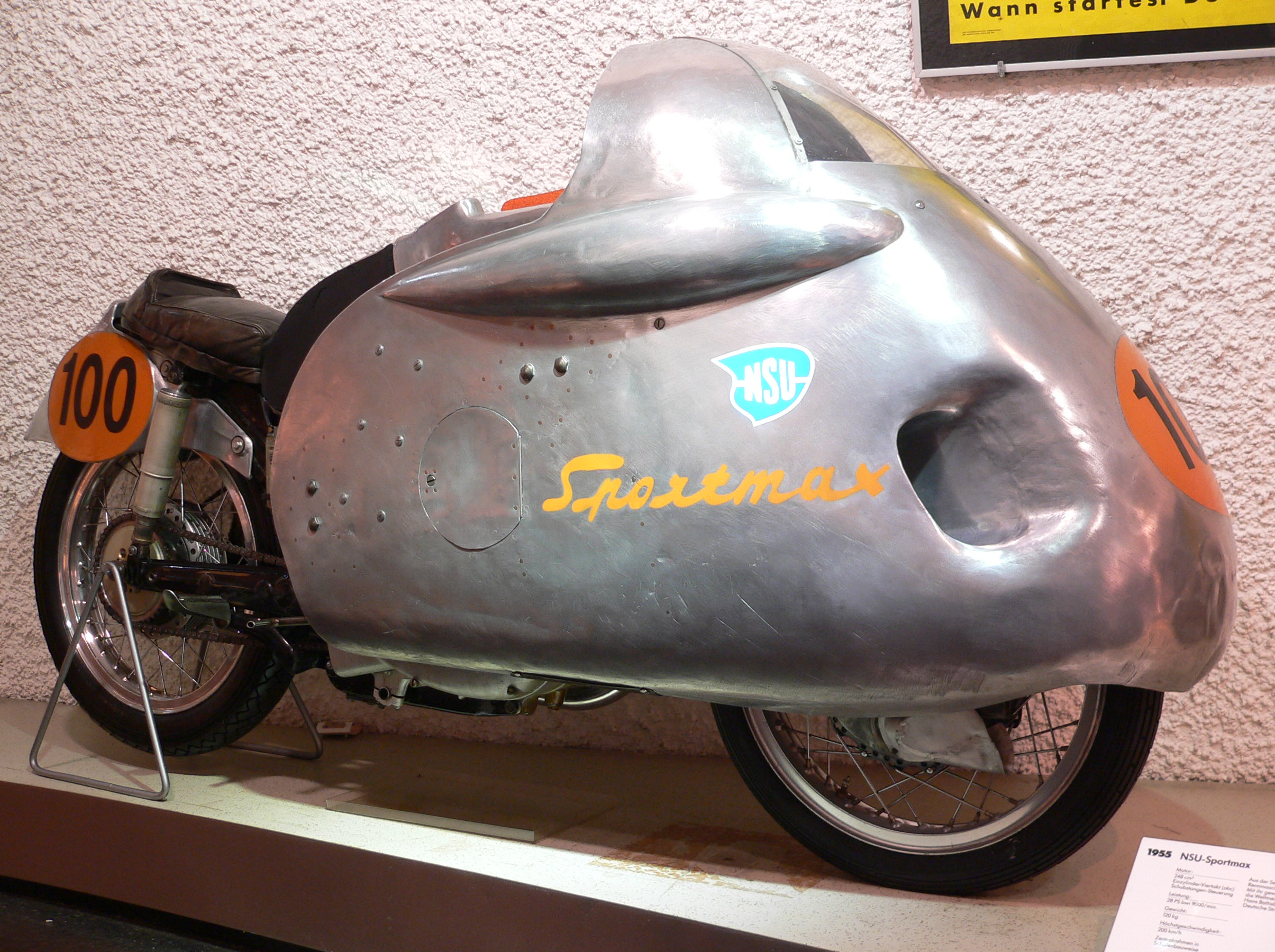
NSU Sportmax de 1955

## Vehicles militars

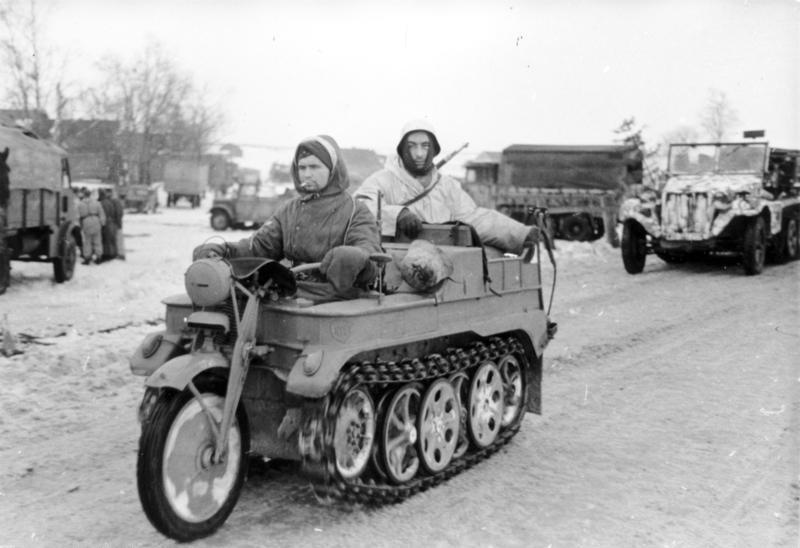
Una NSU Kleines Kettenkraftrad HK 101, o Sd.Kfz. 2, a la URSS el 1943

NSU va ser el principal fabricant de la motocicleta semieruga Kettenkrad (1940-1949). Anomenada oficialment Sd.Kfz. 2, va ser dissenyada i produïda per la firma a Neckarsulm. El seu disseny i patent dataven del juny de 1939 i es va fer servir per primera vegada durant la invasió de la Unió Soviètica el 1941, l'anomenada Operació Barbarroja.

## Automòbils

### Models NSU i NSU-Pipe (1905–1918)
Els primers automòbils NSU van ser el Sulmobil de tres rodes monocilíndric, produït des del 1905. Al mateix temps, NSU va produir l'NSU-Pipe 34 PS i l'NSU-Pipe 50 PS sota llicència de la firma belga Pipe. Els seguirien dos models de Pipe més i una gamma de models de tres i quatre rodes específics de NSU.
Models NSU amb llicència de Pipe (1905–1910)
Font::320–321
| Tipus             | Motor       | Capacitat | Potència | A rpm | Anys      |
| ----------------- | ----------- | --------- | -------- | ----- | --------- |
| NSU-Pipe 34 PS    | 4-Cilindres | 3.768     | 34       | –     | 1905–1906 |
| NSU-Pipe 50 PS    | 4-Cilindres | 8.290     | 50       | –     | 1905–1906 |
| NSU-Pipe 15/24 PS | 4-Cilindres | 3.768     | 24       | 1.650 | 1906–1910 |
| NSU-Pipe 25/40 PS | 6-Cilindres | 6.494     | 40       | 1.100 | 1908–1909 |

Models NSU (1905–1918)
Font::322–338
| Tipus                  | Motor       | Capacitat   | Potència | A rpm | Anys      | Imatge |
| ---------------------- | ----------- | ----------- | -------- | ----- | --------- | ------ |
| NSU Sulmobil Typ II/IV | 1-Cilindres | 451         | 3,5      | –     | 1905–1909 | –      |
| NSU Sulmobil Typ III   | 2-Cilindres | 795         | 5,5      | –     | 1909      | –      |
| NSU 6/8 PS             | 1-Cilindres | 451         | 8        | –     | 1906      | –      |
| NSU 6/10 PS            | 4-Cilindres | 1.420       | 12       | 1.650 | 1906–1907 | –      |
| NSU 6/12 PS            | 4-Cilindres | 1.540       | 13       | 1.500 | 1907–1909 | –      |
| NSU 6/14 PS            | 4-Cilindres | 1.560       | 14       | 1.650 | 1910–1911 | –      |
| NSU 6/18 PS            | 4-Cilindres | 1.560       | 18       | 1.800 | 1911–1914 | –      |
| NSU 10/20 PS           | 4-Cilindres | 2.608       | 20       | 1.400 | 1907–1910 | –      |
| NSU 10/22 PS           | 4-Cilindres | 2.608       | 22       | 1.400 | 1910–1911 | –      |
| NSU 10/30 PS           | 4-Cilindres | 2.608       | 30       | 1.600 | 1911–1916 | –      |
| NSU 5/10 PS            | 2-Cilindres | 1.105       | 10       | 1.400 | 1910      | –      |
| NSU 5/11 PS            | 2-Cilindres | 1.105       | 11       | 1.400 | 1911–1913 | –      |
| NSU 5/10 PS            | 4-Cilindres | 1.132       | 10       | 1.600 | 1910–1911 | –      |
| NSU 5/11 PS            | 4-Cilindres | 1.132       | 11       | 1.600 | 1911–1913 | –      |
| NSU 8/15 PS            | 4-Cilindres | 1.750       | 16       | 1.500 | 1907–1910 | –      |
| NSU 9/18 PS            | 4-Cilindres | 2.208       | 18       | 1.400 | 1910–1911 | –      |
| NSU 9/22 PS            | 4-Cilindres | 2.208       | 22       | 1.400 | 1911–1912 | –      |
| NSU 9/27 PS            | 4-Cilindres | 2.208       | 27       | 1.400 | 1911–1912 | –      |
| NSU 8/24 PS            | 4-Cilindres | 2.110       | 24       | 1.800 | 1911–1918 | –      |
| NSU 13/40 PS           | 4-Cilindres | 3.397–3.768 | 40       | 1.800 | 1911–1912 | –      |
| NSU 13/35 PS           | 4-Cilindres | 3.397       | 35–40    | 1.700 | 1912–1914 | –      |
| NSU 5/12 PS            | 4-Cilindres | 1.132       | 12       | 1.600 | 1913–1914 | –      |
| NSU 5/15 PS            | 4-Cilindres | 1.232       | 15       | 1.800 | 1914–1918 | -      |
| NSU 1¼-Tonner          | 4-Cilindres | 3.397       | 35       | 1.800 | 1914–1918 | –      |
| NSU 2½-Tonner          | 4-Cilindres | 3.380       | 42       | 1.700 | 1914–1926 | –      |

### Models NSU (1919–1931)
Font::332–344
| Tipus        | Motor       | Capacitat | Potència | A rpm | Anys      |
| ------------ | ----------- | --------- | -------- | ----- | --------- |
| NSU 8/24 PS  | 4-Cilindres | 2.110     | 30       | 2.100 | 1921–1925 |
| NSU 14/40 PS | 4-Cilindres | 3.606     | 54       | 2.000 | 1921–1925 |
| NSU 5/15 PS  | 4-Cilindres | 1.231     | 21       | 2.100 | 1921–1925 |
| NSU 8/32 PS  | 4-Cilindres | 2.088     | 32       | 2.200 | 1925–1927 |
| NSU 5/25 PS  | 4-Cilindres | 1.307     | 25       | 2.900 | 1925–1928 |
| NSU 8/40 PS  | 4-Cilindres | 2.088     | 40       | 2.800 | 1925–1927 |
| NSU 5/15 PS  | 4-Cilindres | 1.232     | 40–50    | 4.000 | 1923–1925 |
| NSU 6/60 PS  | 6-Cilindres | 1.482     | 60       | 3.800 | 1925–1926 |
| NSU 6/30 PS  | 6-Cilindres | 1.567     | 30       | 3.000 | 1928      |
| NSU 7/34 PS  | 6-Cilindres | 1.781     | 34       | 3.200 | 1928–1931 |

Notes
1. 1 2 3  Tots, amb motor de quatre temps
2. 1 2 3  En cc
3. 1 2 3  Potència màxima en CV
4. ↑  Camió de repartiment
5. 1 2  Cotxe de curses sobrealimentat

### Models de postguerra

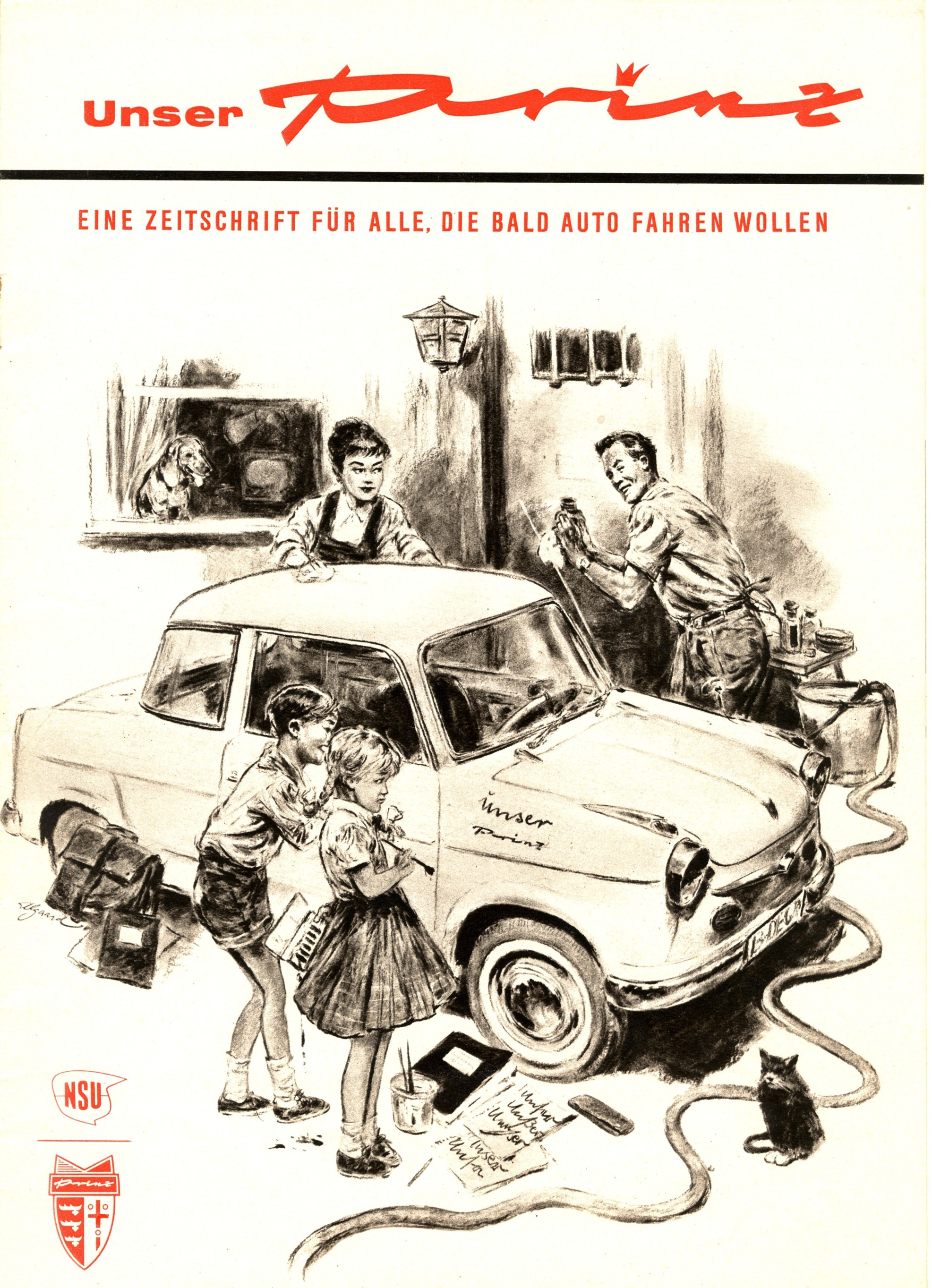
Anunci del Prinz de 1958

NSU va produir els següents automòbils durant la postguerra:
- NSU Prinz I, II, 30 i III (1957–1962)
- NSU Sport Prinz (1959–1967)
- NSU Prinz 4, 4L (1961–1972)
- NSU Prinz 1000, NSU 1000 (1964–1972)
- NSU 1000 TT, NSU TT, NSU TTS (1965–1972)
- NSU Typ 110 (1965–1967)
- NSU 1200 (1967–1972)
- NSU Spider (1964–1967)
- NSU Ro 80 (1967–1977)
- NSU K70, produït després de la venda a VW/Audi amb el nom de Volkswagen K70 (1970–1975)

### Models produïts a l'estranger
El Prinz es va produir sota llicència a l'antiga Iugoslàvia per Pretis, a l'Argentina per Autoar i a Egipte.
A l'Uruguai, Nordex S.A. va produir el Prinz 4 i un nou model, el P6, que combinava el motor i la mecànica de l'NSU amb una carrosseria completament independent, redissenyada per Carlos Sotomayor. A partir de 1970 es va fabricar el P10 com a successor del P6. Duia el motor més gran del Prince 1000 i una distància entre eixos augmentada en 21 cm.